# El reloj cucú
«El reloj cucú» es el cuarto y último sencillo del cuarto álbum de estudio de la banda mexicana Maná, Cuando los ángeles lloran en 1995. 8 de abril de 1996, la canción debutó en el número cuarenta de los U.S. Billboard Hot Latin Tracks, y tres semanas después alcanzó la posición 35, donde se mantuvo por un total de 3 semanas.

## Posiciones en la lista
| lista (1996)                   | Posición |
| ------------------------------ | -------- |
| US Billboard Hot Latin Tracks  | 34       |
| US Billboard Latin Pop Airplay | 5        |

## Origen de la canción
Una canción con mucho sentimiento y con una particular historia bien sabida por algunos de sus seguidores. Basada en una experiencia dramática de la vida de Olvera. El tema le ayudó a hacer más llevadera la muerte de su padre cuando apenas tenía siete años. El dolor se quedó guardado por mucho tiempo hasta que al parecer, un amigo le contó que el suyo un día se fue por cigarros y nunca volvió. Con la confesión de su amigo se dio cuenta de que la pérdida de un padre era una realidad dolorosa en miles de hogares. Todos esos sentimientos los plasmó en «El reloj cucú» y aunque al principio le fue difícil interpretarla, le ayudó mucho; ya que aprendió que cuando una pena es compartida, pesa menos el alma.

## Nueva versión
En septiembre de 2021, Maná lanzó una nueva versión de su icónica canción El reloj cucú en colaboración con Mabel Vázquez, una niña de 12 años que llegó a las semifinales de La Voz México. La canción, escrita por Fher Olvera en los años 90 en homenaje a su padre, adquirió un nuevo significado al ser interpretada junto a Mabel, quien también experimentó la ausencia de su padre. La colaboración fue presentada durante la ceremonia de los Premios Billboard Latino, donde Maná fue homenajeada con el premio Ícono. Además, la banda grabó el tema y su videoclip en su estudio en Puerto Vallarta.